# Divine (canção de Sébastien Tellier)
Divine (Divino) foi a canção francesa para o Festival Eurovisão da Canção 2008, cantada em Francês e em Inglês por Sébastien Tellier.
A canção foi a 19ª a subir ao palco, a seguir da canção da Ucrânia ("Shady Lady" interpretada por Ani Lorak) e antes da canção da Azerbaijão ("Day after day" interpretada por Elnur & Samir).

## Autores
| AUTORES                                                 |
| ------------------------------------------------------- |
| Letrista: Sébastien Tellier, Amandine de La Richardière |
| Compositor: Sébastien Tellier                           |

## Charts
| Chart (2008)         | Melhor posição |
| -------------------- | -------------- |
| Ultratop 50          | 29             |
| Danish Singles Chart | 39             |
| Sverigetopplistan    | 4              |
| UK Singles Chart     | 106            |